# Myrmeparmena sudrei
Myrmeparmena sudrei – gatunek chrząszcza z rodziny kózkowatych i podrodziny zgrzypikowych. Jedyny przedstawiciel rodzaju Myrmeparmena.

## Zasięg występowania
Gatunek ten występuje na Nowej Kaledonii.